# Серритос, Рональд
Рональд Освальдо Серритос Флорес (исп. Ronald Osvaldo Cerritos Flores; родился 3 января 1975 года в Сан-Сальвадоре, Сальвадор) — сальвадорский футболист. Играл на позиции нападающего в различных сальвадорских и американском клубах. Являлся игроком национальной сборной Сальвадора, за которую провел 70 матчей.

## Клубная карьера
Серритос начинал свою карьеру в сальвадорском клубе «АДЕТ» из Ла-Либертада. 21 марта 1997 года он стал игроком клуба MLS «Сан-Хосе Клэш», в первый же сезон в лиге вошёл в список Лучших 11 игроков года. Пять сезонов в составе калифорнийцев были самыми успешными в его карьере. 8 февраля 2002 года Серритос с драфт-пиком был обменян в «Даллас Бёрн» на Ариэля Грасиани. Полтора года в клубе он провёл в борьбе за место в стартовом составе и со своими травмами. 19 августа 2003 года Серритос с частью потолка зарплат был обменян в «Ди Си Юнайтед» на Эйли Кертиса и два драфт-пика. В вашингтонском клубе он не смог оправдать возложенные на него надежды и свою высокую зарплату. В итоге, в 2004 году он отправился в родной Сальвадор, где выступал за «Альянсу». В 2005 году Серритос вернулся в MLS, в «Сан-Хосе Эртквейкс», в 2005 году он играл за «Хьюстон Динамо». Отыграв впоследствии за сальвадорский «Сан-Сальвадор» и в низших американских дивизионах, Серритос в 2008 году закончил свою профессиональную карьеру футболиста.
29 сентября 2010 года в перерыве матча MLS «Сан-Хосе Эртквейкс» — «Чикаго Файр» Серритос официально стал вторым игроком, включённым в Зал славы клуба «Сан-Хосе Эртквейкс».

## Международная карьера
Серритос дебютировал в составе сборной Сальвадора 5 декабря 1993 года, в матче против сборной США. За 15 лет Серритос провёл 70 игр за национальную команду и забил 8 мячей. Он представлял свою страну в 28 матчах отборочных турниров Чемпионата мира, выступал на четырёх Золотых кубках КОНКАКАФ (1996, 1998, 2002) и 2007).

### Голы за сборную Сальвадора
| # | Дата             | Место                                              | Соперник          | Счёт | Итог | Соревнование                      |
| - | ---------------- | -------------------------------------------------- | ----------------- | ---- | ---- | --------------------------------- |
| 1 | 10 января 1996   | Эдисон Интернешнл Филд, Анахайм, США               | Тринидад и Тобаго | 2:0  | 3:2  | Золотой кубок КОНКАКАФ 1996       |
| 2 | 25 сентября 1996 | Лос-Анджелес Мемориэл Колизеум, Лос-Анджелес, США  | Гватемала         | 1:1  | 2:1  | Товарищеский матч                 |
| 3 | 29 мая 1999      | Джайентс Стэдиум, Ист-Ратерфорд, США               | Колумбия          | 2:1  | 2:1  | Товарищеский матч                 |
| 4 | 5 марта 2000     | Кускатлан, Сан-Сальвадор, Сальвадор                | Белиз             | 3:0  | 5:0  | Квалификация чемпионата мира 2002 |
| 5 | 6 февраля 2008   | Кускатлан, Сан-Сальвадор, Сальвадор                | Ангилья           | 5:0  | 12:0 | Квалификация чемпионата мира 2010 |
| 6 | 6 февраля 2008   | Кускатлан, Сан-Сальвадор, Сальвадор                | Ангилья           | 10:0 | 12:0 | Квалификация чемпионата мира 2010 |
| 7 | 6 февраля 2008   | Кускатлан, Сан-Сальвадор, Сальвадор                | Ангилья           | 12:0 | 12:0 | Квалификация чемпионата мира 2010 |
| 8 | 26 марта 2008    | Роберт Ф. Кеннеди Мемориэл Стэдиум, Вашингтон, США | Ангилья           | 1:0  | 4:0  | Квалификация чемпионата мира 2010 |

## Личная жизнь
У Серритоса двое сыновей, проживает в округе Монтгомери, штат Мэриленд. Работает тренером детских и юношеских команд в собственной футбольной академии.

## Достижения

### Клубные
- Сан-Хосе Эртквейкс:
  - Обладатель Кубка MLS (1): 2001
  - Обладатель Supporters’ Shield (1): 2005

- Хьюстон Динамо:
  - Обладатель Кубка MLS (1): 2006

### Личные
- Сан-Хосе Эртквейкс
  - Лучшие 11 игроков года MLS (1): 1997
  - Включён в Зал славы клуба в 2010 году